# 牛排纳粹党
牛排纳粹党（Rindersteak-Nazi）是一个在纳粹德国使用的词语，用于描述加入了纳粹党的社会主义者和共产主义者。

## 历史
康拉德·海登在他的书中首次记录下了该现象：在冲锋队（“褐衫队”）中有“大量的共产党和社民党人”，“许多冲锋队队员都被叫做‘牛排’——外表褐色内在红色”。该词常被用在认同斯特拉瑟主义有工人阶级背景的冲锋队身上，暗示着他们对国家社会主义的信仰流于表面且包含机会主义倾向。